# Keir Pearson
Pour les articles homonymes, voir Pearson.
Keir Pearson est un scénariste et un producteur de cinéma américain né le 15 décembre 1966 à San Francisco.

## Biographie
Keir Pearson grandit à Portland (Oregon), puis étudie à l'Université Harvard où il passe en 1990 une thèse sur le cinéma chinois. Il est alors aussi membre de l'équipe américaine d'aviron, avec laquelle il participe aux Jeux olympiques de Barcelone en 1992,.
C'est alors qu'il poursuit des études à la Tisch School of the Arts de l'Université de New York qu'il entend parler pour la première fois du génocide au Rwanda. Plus tard un de ses amis lui parle de Paul Rusesabagina et c'est à partir de son histoire qu'il va avoir l'idée du scénario d'Hôtel Rwanda,,.

## Filmographie
- 2004 : Hôtel Rwanda  de Terry George (scénario et production)
- 2014 : Cesar Chavez: An American Hero de Diego Luna (scénario et production)

## Nominations
pour Hôtel Rwanda
- Oscars du cinéma 2005 : Oscar du meilleur scénario original
- BAFTA 2006 : BAFA du meilleur scénario original
- American Screenwriters Association Awards 2005 : Discover Screenwriting Award
- Writers Guild of America Awards 2005 : meilleur scénario original